# MC TH
Thiago da Silva Mercês (Duque de Caxias, 1993), mais conhecido pelo nome artístico MC TH, é um cantor brasileiro de funk carioca, conhecido nacionalmente por ser o artista do gênero com o maior cachê no país no ano de 2017, estimado em cerca de 600 mil reais mensais.

## Carreira
Nascido na comunidade Vai Quem Quer em Duque de Caxias no ano de 1993, Thiago trabalhou em sua adolescência e início da vida adulta como barbeiro, até que decidiu vender o salão que era dono para investir na carreira de músico, em 2013. Após diversas canções conhecidas no entorno do Rio de Janeiro, como "Vidro Fumê" e "Trem Louco", MC TH chegou à projeção nacional com o lançamento do videoclipe "A Mamadeira tá Cheia", que tornou-se um dos hits do ano de 2015. A partir deste momento, o cantor tornou-se o artista de funk mais bem pago do país, com um cachê mensal aproximado de R$ 600 000, sendo que fazia aproximadamente cem shows por mês. A música recebeu uma versão no ritmo de axé e tornou-se uma das mais executadas no Carnaval de 2016 na Bahia.
Devido ao seu sucesso, vários veículos de mídia passaram a compará-lo com o cantor Mr. Catra, de quem Thiago admitiu ser fã e o ter como uma de suas principais influências, ao lado de Wiz Khalifa e Soulja Boy. Em janeiro de 2016, MC TH lançou o seu primeiro DVD da carreira, intitulado "MC TH: O Rei Delas", contando com a participação do rapper Filipe Ret. Em maio do mesmo ano, lançou uma compilação com as suas principais músicas, chamada "Deluxe Version". Em outubro, lançou o seu segundo videoclipe oficial, através do produtor KondZilla, intitulado "Apaga a Luz e Toma". O cantor lançou doze singles até o momento.

## Álbuns

### DVDs
- "MC TH: O Rei Delas" (2016)

### EPs
- "Deluxe Version" (2016)

### Singles
- "Trem louco"
- "Festa da árvore"
- "50 tons de cinza"
- "Foca nesse movimento"
- "Apaga a luz e toma" (c/ videoclipe KondZilla)
- "Aproveita que a mamadeira tá cheia" (c/ videoclipe Tom Produções)
- "Cheirinho de sexo"
- "Balança a água"
- "Rei delas"
- "Tudo começa na vodka"
- "Tampa do Danone"
- "Olha o que sobrou de ontem"
- "Que delícia"
- "Chacoalha"
- "Tudo Amiga" (c/ videoclipe Dennis DJ)
- "Melhor Fase"